# Prioneris cornelia
Prioneris cornelia är en fjärilsart som först beskrevs av Snellen van Vollenhoven 1865.  Prioneris cornelia ingår i släktet Prioneris och familjen vitfjärilar. Inga underarter finns listade i Catalogue of Life.